# Касабуцький Дмитро Михайлович
Дмитро Михайлович Касабуцький (нар. 19 липня 2000, Київ) — український професійний футболіст у позиції захисника.

## Біографія

### Кар'єра
Дмитро Касабуцький народився в Києві 19 липня 2000 року та є вихованцем дитячо-юнацьких спортивних шкіл Київської області.
Касабуцький грав в українських клубах різних ліг до вересня 2020 року, коли він підписав орендний контракт з ФК «Олімпік» (Донецьк), який виступає в українській Прем'єр-лізі. За «Олімпік» він так і не дебютував в українській Прем'єр-лізі, але наразі виступає в резерві української Прем'єр-ліги.